# Tachistoskop

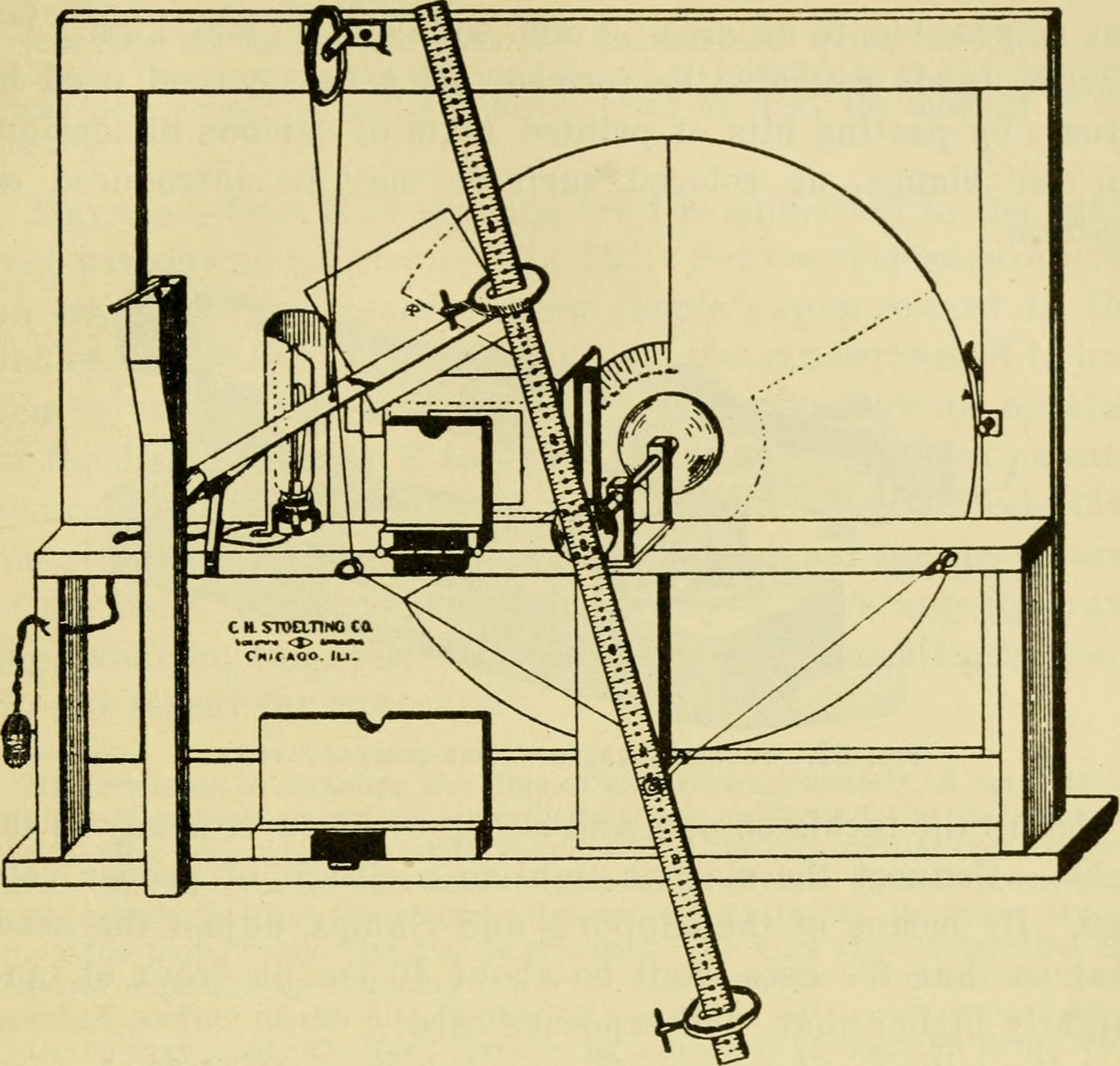
Tachistoskop (1921)

Ein Tachistoskop ist ein Gerät aus der experimentellen Wahrnehmungspsychologie. Es ist so konstruiert, dass es sehr kurze Darbietungen von visuellen Reizen, z. B. Bildern oder Symbolen erlaubt. Eingesetzt wird es in der Tachistoskopie.

## Funktionsweise
Tachistoskope arbeiten entweder mit einer Hochgeschwindigkeitsblende (engl. high-speed shutter) bei kontinuierlicher Beleuchtung oder mit einer Hochspannungs-Zündautomatik, die die Beleuchtungslampe in 30–50 · 10−6 Sekunden (also µs) zünden kann. Tachistoskope sind entweder als Einblicksgeräte oder als Projektoren konstruiert. Darbietungszeiten können kleiner als eine Millisekunde sein.
Zur Darbietung mehrerer Reize innerhalb kurzer Zeit werden ebenso viele Darbietungseinrichtungen benötigt. Tachistoskope umfassen meist zwei Darbietungseinrichtungen.

## Tachistoskope im Vergleich zu computergestützten Verfahren
Tachistoskope wurden mit Aufkommen der Computertechnik weitgehend aus der Experimentalpsychologie verdrängt. Mittlerweile erlangen sie aber wieder eine Bedeutung im Bereich der vorbewussten bzw. präattentiven Wahrnehmung.
Hierfür sind Darbietungszeiten um 10–20 · 10−3 Sekunde (also ms) notwendig, die problemlos mit guten Röhrenmonitoren erreicht werden können. Das Aufkommen von LC-Displays, u. a. in der neurowissenschaftlichen fMRI-Forschung, wo Röhrenmonitore nicht verwendet werden können, macht jedoch mechanische Alternativen wieder interessant. LC-Displays haben physikalische Grenzen der Bildwiederholfrequenz im Bereich von 15 ms, die zudem nur mit erheblichem Aufwand valide kontrolliert werden können. Ein weiterer Nachteil ist, dass viele handelsübliche Displays in dieser Zeit noch nicht die volle Leuchtdichte erreichen. Ein genereller Vorteil mechanischer Geräte in der Experimentalpsychologie ist, dass mit der zunehmend komplexen Architektur heute üblicher Betriebssysteme Experimentalabläufe im Millisekundenbereich immer schlechter kontrolliert werden können und Echtzeitbetriebssysteme nötig werden.